# Wittenbeck
Wittenbeck es un municipio situado en el distrito de Rostock, en el estado federado de Mecklemburgo-Pomerania Occidental (Alemania), a una altitud de 40 metros. Su población a finales de 2016 era de 800 habs. y su densidad poblacional, 85 hab/km².
En sus inmediaciones se encuentra un campo de golf.